# Sphaerophrida
Sphaerophrida is een geslacht van kevers uit de familie bladkevers (Chrysomelidae).
De wetenschappelijke naam van het geslacht werd in 1934 gepubliceerd door Chen.

## Soorten
- Sphaerophrida ovata Medvedev, 1996
- Sphaerophrida septemmaculata Medvedev, 1993
- Sphaerophrida unicolor Medvedev, 1996